# Gude jezik
Gude jezik (cheke, goude, mapodi, mocigin, motchekin, mubi, mudaye, shede, tchade, tcheke; ISO 639-3: gde), afrazijski jezik čadske skupine biu-mandara, kojim govori 68 000ljudi u Nigeriji (1987) i 28 000 u Kamerunu. U Nigeriji se govori na području države Adamawa a u Kamerunu u provinciji Far North.
Govornici su bilingualni u hausa [hau], nzanyi [nja], fulfulde [fuv] ili Engleskom [eng]. Jedan je od 12 jezika podskupine A.8, bata-bacama

## Vanjske poveznice
- Ethnologue (14th)
- Ethnologue (15th)